# Lucy Bryan
Lucy Bryan (Bristol, 22 maggio 1995) è un'astista britannica.

## Palmarès
| Anno                                  | Manifestazione          | Sede       | Evento           | Risultato | Prestazione | Note |
| ------------------------------------- | ----------------------- | ---------- | ---------------- | --------- | ----------- | ---- |
| In rappresentanza della Gran Bretagna |                         |            |                  |           |             |      |
| 2011                                  | Mondiali allievi        | Lilla      | Salto con l'asta | Bronzo    | 4,10 m      |      |
| 2013                                  | Europei juniores        | Rieti      | Salto con l'asta | 7ª        | 4,05 m      |      |
| 2017                                  | Europei under 23        | Bydgoszcz  | Salto con l'asta | Bronzo    | 4,40 m      |      |
| 2018                                  | Europei                 | Berlino    | Salto con l'asta | 15ª (q)   | 4,35 m      |      |
| In rappresentanza dell' Inghilterra   |                         |            |                  |           |             |      |
| 2018                                  | Giochi del Commonwealth | Gold Coast | Salto con l'asta | 7ª        | 4,30 m      |      |